# Sint-Catharinakerk (Zillebeke)

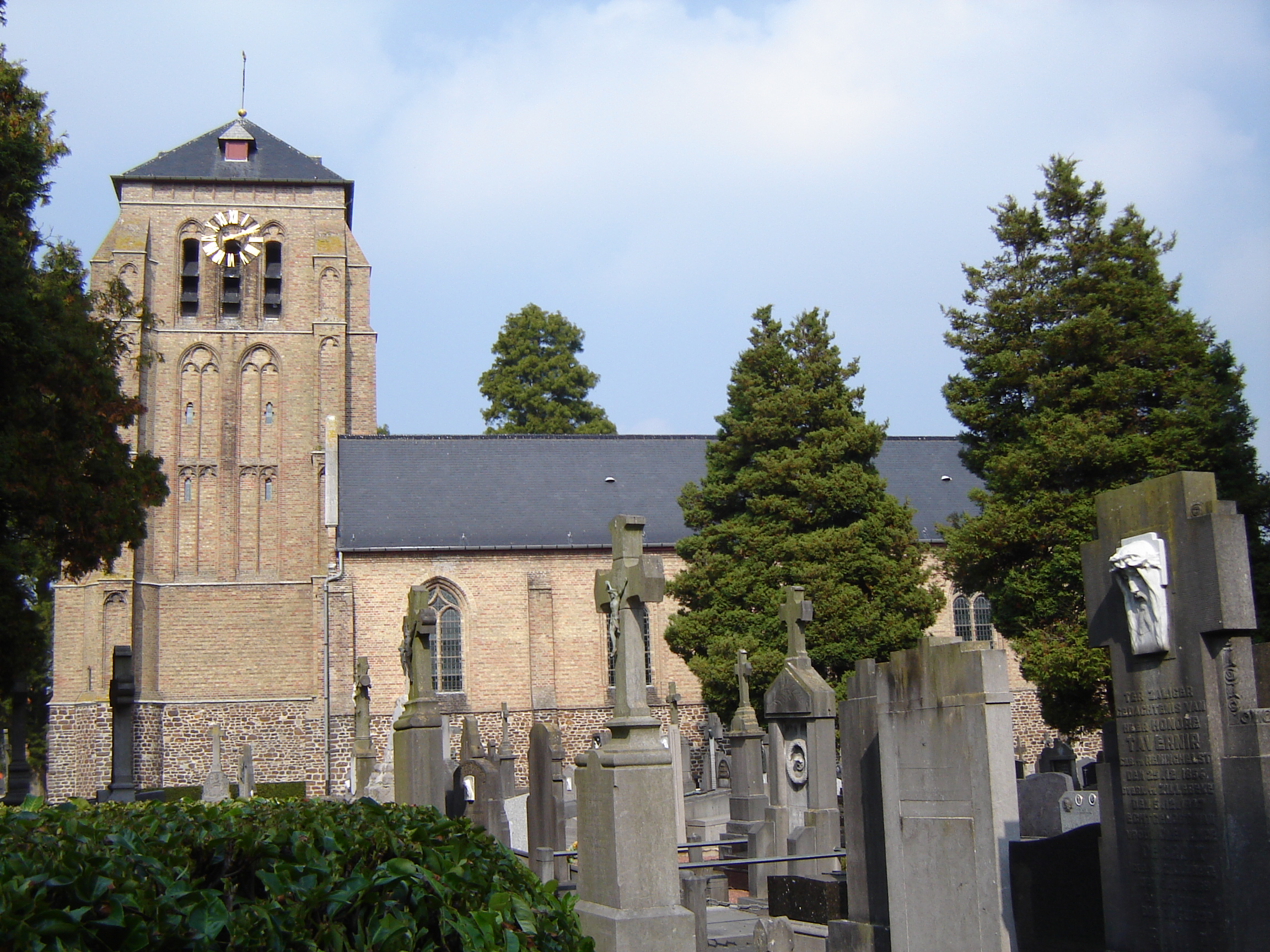
Sint-Catharinakerk

De Sint-Catharinakerk is de parochiekerk van de tot de West-Vlaamse gemeente Ieper behorende plaats Zillebeke, gelegen aan Zillebeke-Dorp 7.

## Geschiedenis
In 1102 werd een eenbeukige kapel gesticht. Tijdens de 14e eeuw werd de kapel tot een gotische kerk verbouwd. In 1578 werd de kerk door de calvinisten zwaar beschadigd. In het eerste kwart van de 16e eeuw werd de kerk hersteld. In 1910 werd de toren gerestaureerd onder leiding van G. Lernould. Tijdens de Eerste Wereldoorlog werd de kerk geheel verwoest. In 1923 werd de kerk weer herbouwd naar ontwerp van Lernould. Hierbij werd uitgegaan van de oorspronkelijke kerk, maar er werd een travee toegevoegd.

## Gebouw
Het betreft een georiënteerde bakstenen hallenkerk met voorgeplaatste zware westtoren. De driebeukige kerk heeft een driezijdig afgesloten hoofdkoor en twee vlak afgesloten zijkoren. In de noord- en zuidgevel zijn arduinen grafstenen ingemetseld, onder meer van de familie de Florisone de Siam. Het interieur wordt door een houten spitstongewelf overkluisd.
De kerk bezit een 12e-eeuws Doorniks doopvont. In de muren van de zijbeuken zijn gedenkplaten aangebracht, vrijwel alle van de familie De Vinck. Het meeste meubilair is neogotisch.
De kerk wordt omgeven door een kerkhof.